# Palpomyia castellana
Palpomyia castellana är en tvåvingeart som först beskrevs av Gabriel Strobl 1900.  Palpomyia castellana ingår i släktet Palpomyia och familjen svidknott. Inga underarter finns listade i Catalogue of Life.